# قائمة الدنماركيين الحاصلين على جائزة نوبل

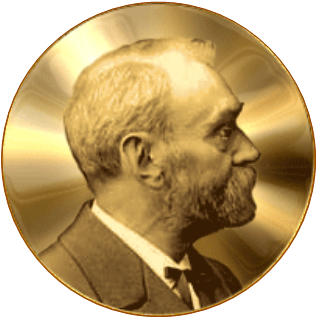
شعار جائزة نوبل.

هذه هي القائمة تسرد أسماء الحائزين على جائزة نوبل من دولة الدنمارك. منذ أن تأسست جائزة نوبل من قبل المخترع السويدي ألفريد نوبل في عام 1895، فاز حوالي 13 شخص من الدنمارك بالجائزة. كان أول شخص من الدنمارك يفوز بجائزة نوبل هو نيلس فينسن، ولقد فاز بالجائزة في مجال الطب عام 1903 لعمله في استخدام الضوء لعلاج الأمراض. كان آخر فائز بجائزة نوبل من الدمارك هو ينز سكو والذي فاز بالجائزة في مجال الكيمياء لاكتشافه على انزيم، مضخة الصوديوم والبوتاسيوم في عام 1997. حتى الآن، فاز 13 شخص من الدنمارك بجوائز نوبل، 5 أشخاص في مجال الطب، و3 أشخاص في مجال الفيزياء، وشخصين فقط في مجال الكيمياء، وأخيرا شخص واحد في مجال الأدب وآخر من مجال السلام.

## الحائزون على الجائزة
| الترتيب | السنة | الفائز                         | المجال   |
| ------- | ----- | ------------------------------ | -------- |
| 1       | 1903  | نيلس فينسن                     | الطب     |
| 2       | 1908  | فريدريك باير                   | السلام   |
| 3 و 4   | 1917  | كارل غيلوروب وهنريك بونتوبيدان | الأدب    |
| 5       | 1920  | أوغست كروغ                     | الطب     |
| 6       | 1922  | نيلز بور                       | الفيزياء |
| 7       | 1926  | يوهانس فيبيغر                  | الطب     |
| 8       | 1943  | هنريك دام                      | الطب     |
| 9       | 1944  | يوهانس فلهلم ينسن              | الأدب    |
| 10 و 11 | 1975  | آجي بور وبن روي موتيلسون       | الفيزياء |
| 12      | 1984  | نيلس يرني                      | الطب     |
| 13      | 1997  | ينز سكو                        | الكيمياء |